# Contea di Heng
La contea di Heng (横县S, Héng XiànP) è una contea della Cina, situata nella regione autonoma di Guangxi e amministrata dalla prefettura di Nanning.